# 요네나가대서양가시쥐
요네나가대서양가시쥐(Trinomys yonenagae)는 가시쥐과에 속하는 남아메리카 설치류이다. 요네나가대서양가시쥐는 굴을 파는 설치류로 무리를 지어 생활한다. 시력이 제한된 환경에서 살기 때문에, 무리 속에서 다른 설치류를 구별하고 의사를 표시하는 신호로써 항문샘의 냄새에 의존한다.